# Louis Valentine Pirsson
Louis Valentine Pirsson (nacido el 3 de noviembre de 1860 en Fordham, Nueva York, Estados Unidos, muerto el 8 de diciembre de 1919 en New Haven, Connecticut, Estados Unidos) fue un geólogo estadounidense conocido por sus aportaciones al estudio de las rocas ígneas.

## Reseña biográfica
Pirsson creció sin madre (ella murió cuando él tenía cuatro años) en las familias de varios parientes. Cuando tenía 16 años, iba a un internado cuyo director le persuadió a ingresar en la Universidad Yale en 1879. En junio de 1882 se graduó en Química Analítica y después trabajó en un laboratorio de la universidad y dio clases. En 1889 trabajó como asistente para miembros del Servicio Geológico de los Estados Unidos, investigando la geología de Yellowstone y de Montana. Allí se aficionó al estudio de las rocas y decidió estudiar mineralogía en Estados Unidos, Alemania y Francia. En 1892 regresó a la Universidad Yale para dar clases, entre otras, en mineralogía. En 1897 se convirtió en profesor de mineralogía.
Junto con tres colegas (Whitman Cross, Joseph Iddings y Henry Washington) propuso un sistema de clasificación y una terminología nuevos para las rocas ígneas. Además influyó en la geología por el libro de texto que redactó, Textbook of Geology, Part I. Physical Geology, que se publicó por primera vez en 1915. (La segunda parte fue redactada por un colega, Charles Schuchert.) De este libro se publicaron numerosas ediciones y llegó a ser el libro de texto más usado en Estados Unidos para facilitar los conocimientos básicos de la Geología.

## Publicaciones
- «Contributions to mineralogy and petrography from the laboratories of the Sheffield scientific school of Yale university» (1901, editado junto con S. L. Penfield)
- «Quantitative classification of igneous rocks, based on chemical and mineral characters, with a systematic nomenclature» (1903, junto con Whitman Cross, Joseph P. Iddings, y Henry S. Washington)
- «Petrography and geology of the igneous rocks of the Highwood Mountains, Montana» (1905)
- «Rocks and rock minerals; a manual of the elements of petrology without the use of the microscope» (1908)
- «Textbook of Geology, Part I. Physical Geology» (1915)